# 蒼天2
《蒼天2》是一款由韓國遊戲廠商娛美德所研發的武俠題材類的大型多人在线角色扮演游戏（MMORPG）。其中國大陸的運營商為巨人網絡，目前已在2014年8月7日展開了全球首測。

## 外部連結
- 《蒼天2》大陸官方網站（简体中文）